# Violator (album)
Violator je sedmi album grupe Depeche Mode. Snimljen je i izdan 1990. godine.

## O albumu
Violator je sedmi studijski album Depeche Modea izdan 1990. Po mišljenju mnogih kritičira album je označio njihovu prekretnicu u karijeri te ih lansirao u mainstream. Najveći hitovi ovog benda se nalaze upravo na ovom albumu - Enjoy the Silence i Personal Jesus. Sam album je do kraja 2010. prodan u više od 15 milijuna primjeraka, što ga čini najprodavanijim albumom grupe, te ga je časopis Rolling Stone uvrstio na popis 500 najvećih albuma svih vremena. Povodom izlaska albuma pokrenuta je prateća "World violation tour", dotad najveća i najuspješnija turneja sastava.

## Popis pjesama

### 1990 izdanje: Mute / Stumm 64
1. "World in My Eyes"  – 4:26
2. "Sweetest Perfection"  – 4:43
3. "Personal Jesus"  – 4:56
4. "Halo"  – 4:30
5. "Waiting for the Night"  – 6:07
6. "Enjoy the Silence"  – 6:12
7. "Policy of Truth"  – 4:55
8. "Blue Dress"  – 5:41
9. "Clean"  – 5:28

### 2006 re-izdanje
Mute: DM CD 7 (CD/SACD + DVD) / CDX STUMM 64 (CD/SACD)
- Disc 1 je hibridni SACD/CD s multikanalnim zapisom.
- Disc 2 je DVD koji sadrži Violator u DTS 5.1, Dolby Digital 5.1 i PCM Stereo [48 kHz/24bit] plus bonus pjesme

1. "World in My Eyes"  – 4:26
2. "Sweetest Perfection"  – 4:43
3. "Personal Jesus"  – 4:56
4. "Halo"  – 4:30
5. "Waiting for the Night"  – 6:07
6. "Enjoy the Silence"  – 6:12
7. "Policy of Truth"  – 4:55
8. "Blue Dress"  – 5:41
9. "Clean"  – 5:28

Bonus pjesme (u PCM Stereo [48 kHz/16bit]):
1. "Dangerous"  – 4:22
2. "Memphisto"  – 4:03
3. "Sibeling"  – 3:18
4. "Kaleid"  – 4:18
5. "Happiest Girl [Jack Mix]"  – 4:58
6. "Sea Of Sin [Tonal Mix]"  – 4:46

Dodatni Materijal:
1. "Depeche Mode 89-91 (If You Wanna Use Guitars, Use Guitars)" [32'28" video]